# Теодор I
Теодор I (лат. Theodorus; ? — 14 травня 649, Рим) — сімдесят третій папа Римський (24 листопада 642—14 травня 649), за походженням грек, який народився у Палестині. Папа Іоанн IV висвятив його у кардинали. Основним завдання Теодора I було продовження боротьби проти єресі монофелітів. Він відмовлявся визнавати монофеліта Павла ІІ Константинопольським патріархом, оскільки його попередник був незаконно зміщений. Намагався змусити візантійського імператора Констанса II відмовитись від визнання монофелітського Ектезіса (вчення). Оскільки його зусилля на Сході виявились марними, він зосередив свою увагу на викоріненні єресі на Заході, відлучивши від церкви кількох ієрархів.